# لخبة ساريبية
اللخبة الساريبية (الاسم العلمي:Livistona saribus) هي نوع من النباتات تتبع جنس اللخب من الفصيلة الفوفلية.